# Cablevisión (Ecuador)
Cablevisión Ecuador es una empresa de televisión por suscripción ecuatoriana.

## Historia
Cablevisión Ecuador fue formada en el año 1989, por el conglomerado empresarial Grupo Isaías, desarrollando dos canales de televisión por cable: CN3 Cablenoticias y CD7 Cabledeportes. Ambos incorporaron al quehacer televisivo una gran cantidad de talentos de pantalla, siendo un "semillero" de la actividad televisiva en Ecuador.
Entró en liquidación en el año 2017, manteniendo cuentas por pagar a sus trabajadores, al Servicio de Rentas Internas y al Instituto Ecuatoriano de Seguridad Social.

## Canales desaparecidos
- Cabledeportes
- Cablenoticias
- CNPlus